# Isonychus oblongoguttatus
Isonychus oblongoguttatus är en skalbaggsart som beskrevs av Moser 1921. Isonychus oblongoguttatus ingår i släktet Isonychus och familjen Melolonthidae. Inga underarter finns listade i Catalogue of Life.